# Plagiaulax
Plagiaulax  è un genere di mammiferi estinti appartenente ai multitubercolati. Visse nel Cretaceo inferiore (circa 125 milioni di anni fa) e i suoi resti fossili sono stati ritrovati in Europa.

## Descrizione
I resti fossili dell'unica specie nota, Plagiaulax becklesii, furono descritti per la prima volta nel 1857 da Hugh Falconer, che rinvenne una mandibola parziale con denti a Durlston Bay nel Dorset (Inghilterra). Altri resti furono ritrovati a Galve in Spagna. Un'altra specie, P. dawsoni, fu provvisoriamente classificata da Woodward nel 1891, che scoprì dei resti nella contea del Sussex, sulla costa est dell'Inghilterra. Purtroppo tali resti non ci sono pervenuti e mancano di una appropriata descrizione scientifica.  L'aspetto e le dimensioni di questo animale dovevano essere simili a quelle di un ratto, almeno stando a resti fossili più completi appartenenti a forme simili di epoche successive (ad es. Ptilodus). La dentatura mostra la tipica condizione dei mammiferi multitubercolati, che svilupparono enormi molari crestati per triturare il cibo.

## Classificazione
Il plagiaulace appartiene ai multitubercolati, un arcaico gruppo di mammiferi comparsi forse nel Triassico superiore (circa 220 milioni di anni fa) e scomparsi solo nel corso dell'Eocene (circa 40 milioni di anni fa). In particolare, plagiaulax dà il nome al sottordine  Plagiaulacida, ed alla famiglia Plagiaulacidae, diffusi nel Giurassico e nel Cretaceo.

## Tassonomia
Sottoclasse  †Allotheria Marsh, 1880
- Ordine †Multituberculata Cope, 1884:
  - Sottordine †Plagiaulacida Simpson, 1925
    - Ramo Plagiaulacidae
      - Famiglia †Plagiaulacidae Gill, 1872
        - Genere? †Ctenacodon Bakker, 1998
          - Specie? †C. brentbaatar Bakker, 1998

        - Genere †Plagiaulax Falconer, 1857
          - Specie †P. becklesii Falconer, 1857

        - Genere †Bolodon Owen, 1871
          - Specie †B. crassidens Owen, 1871
          - Specie †B. falconeri Owen, 1871
          - Specie †B. minor Falconer, 1857
          - Specie †B. osborni Simpson, 1928
          - Specie †B. elongatus Simpson, 1928